# Blommenholm

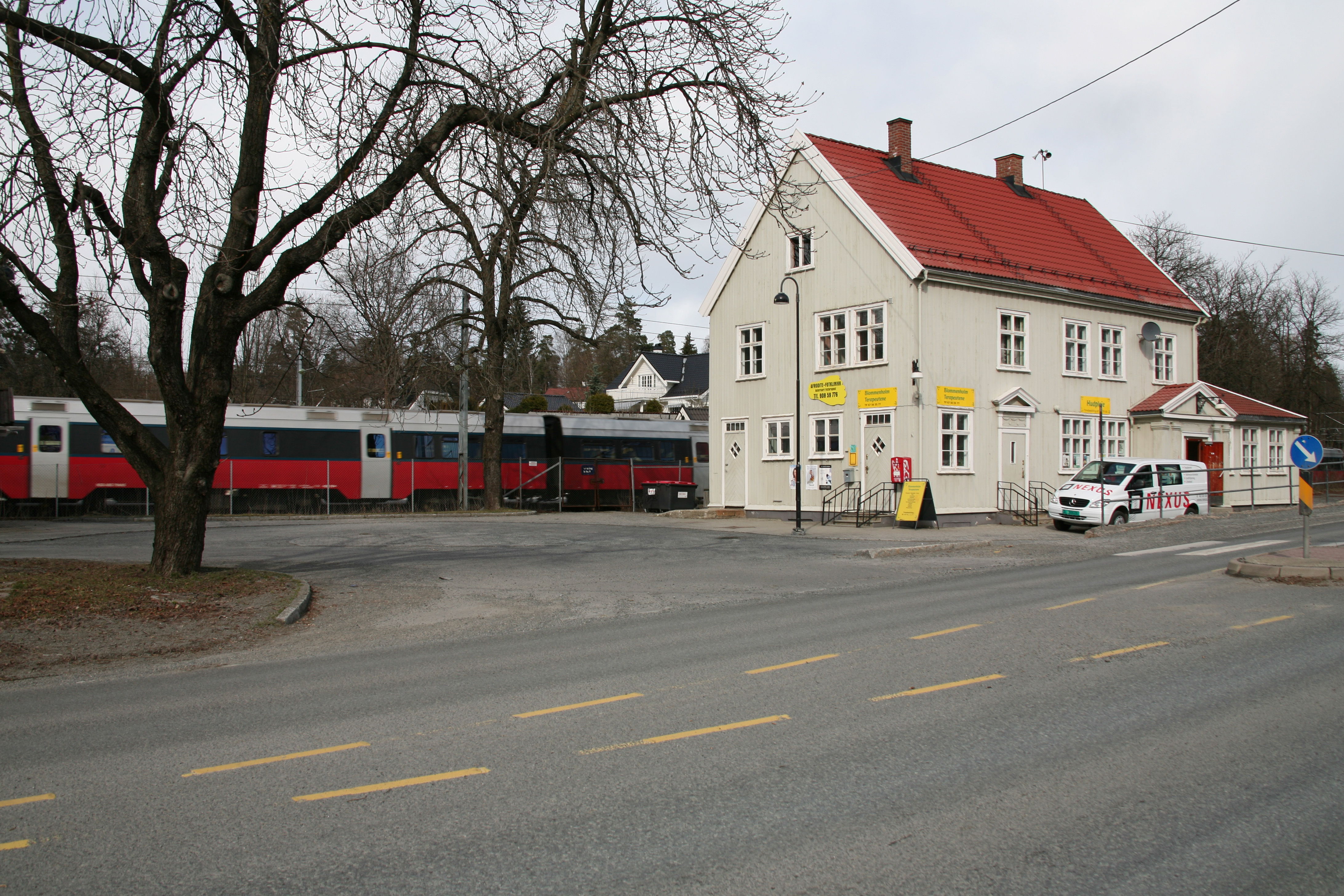
Stationen i Blommenholm.

Blommenholm är ett område mellan Sandvika och Høvik i Bærums kommun i Norge. Tillsammans med Løkeberg bildar Blommenholm delkretsen Løkeberg-Blommenholm i Bærum kommun som totalt har 6 863 invånare.
Blommenholm har en järnvägsstation för lokaltåg.